# Accademia di Spagna

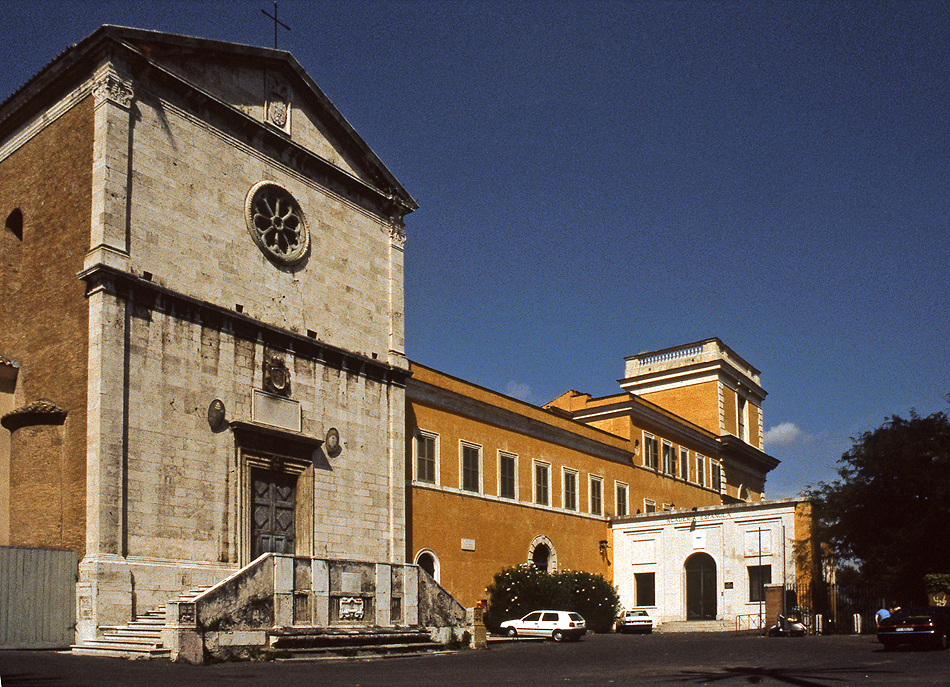
Ingresso principale dell'Accademia (a dx), in piazza di San Pietro in Montorio

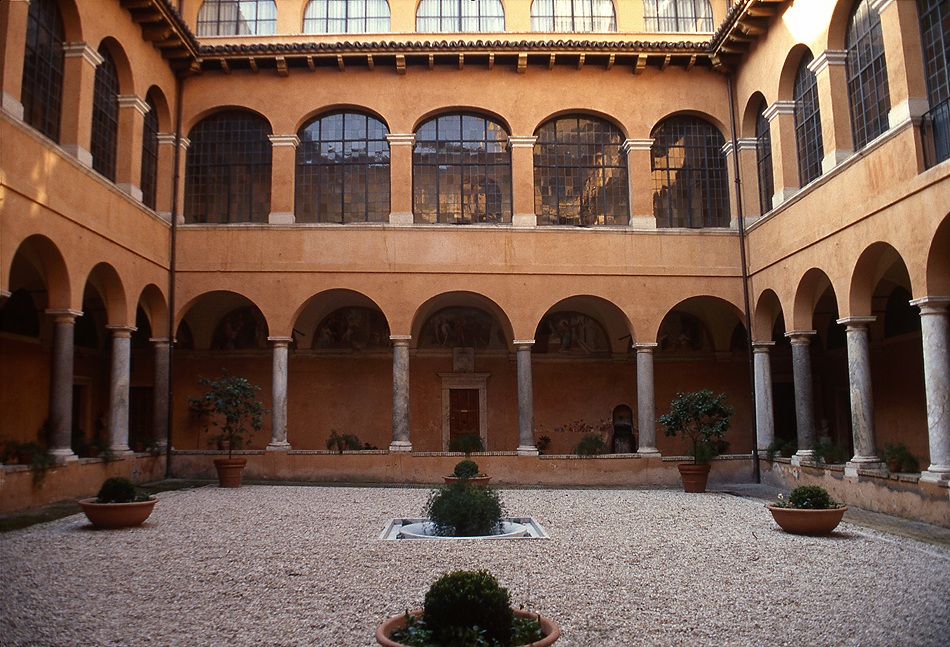
Chiostro rinascimentale del convento che accoglie la sede dell'Accademia spagnola

L'Accademia di Spagna a Roma (in spagnolo Real Academia de España en Roma) è un'istituzione culturale alle dipendenze della Direzione generale delle relazioni culturali e scientifiche del Ministero degli affari esteri spagnolo. Fondata nel 1873, nel 2023 celebra il 150º anniversario.
La sede dell'accademia è nel chiostro dell'ex monastero di San Pietro in Montorio, fatto costruire sul colle Gianicolo per volere di Isabella di Castiglia e Ferdinando II di Aragona, i Re Cattolici, tra il 1481 e il 1500.
Il complesso conventuale fa parte del quartiere di Trastevere e il Tempietto del Bramante, collocato al suo interno, ne costituisce senza dubbio l'emergenza architettonica più celebre.

## Storia

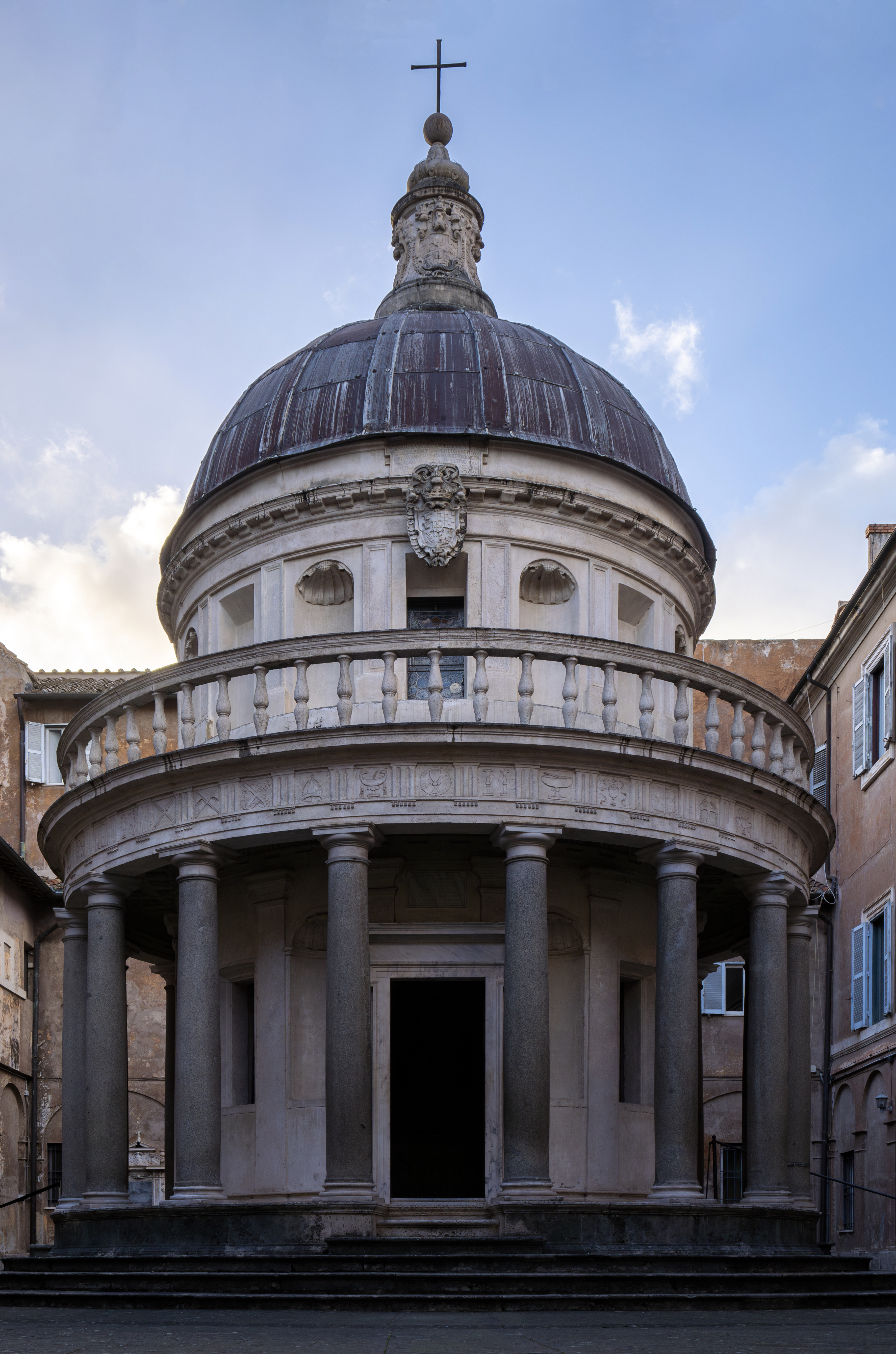
Tempietto del Bramante (ca.1502)

L'Accademia fu creata per iniziativa dell'uomo politico e letterato Emilio Castelar e, fin dalla sua nascita, è stata legata alla Real Academia de Bellas Artes de San Fernando a Madrid.
La sede dell'ex convento di San Pietro in Montorio fu inaugurata nel 1881, durante il regno di Alfonso XII, quando direttore ne era José Casado del Alisal, che era succeduto al primo direttore, il famoso pittore Eduardo Rosales.
È stata diretta, tra l'altro, da artisti, storici e scrittori insigni, come Vicente Palmaroli, Mariano Benlliure, Ramón María del Valle-Inclán, il Marchese di Lozoya e Antonio Blanco Freijeiro.

## Accademici e ospiti

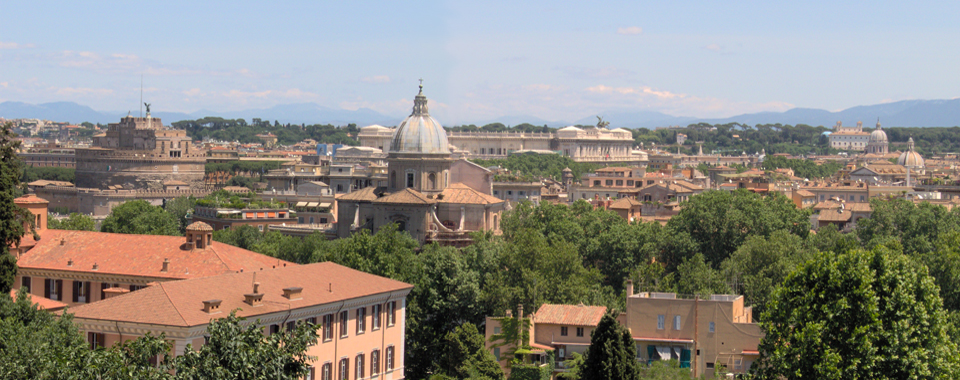
Vista di Roma dal Gianicolo: la cupola più vicina è quella di san Giovanni dei Fiorentini; in fondo a sinistra vi è Castel Sant'Angelo e al centro il Palazzo di Giustizia. Sulla destra il Pincio e villa Medici, ove ha sede l'Accademia di Francia.

L'Accademia ha anche ospitato, per i loro studi, personaggi provenienti da diversi campi della cultura spagnola.
Tra ospiti e accademici si annoverano personalità come Joaquín Sorolla, il Premio Pritzker Rafael Moneo, Luis Moreno Mansilla, Juan Francisco Casas, Silvia Manteiga Pousa, Elastic Group of Artistic Research, Daniel Canogar, Sergio Belinchón, Antón García Abril, Germán Gómez González, Naia del Castillo, Juan Olivares, Guillermo Pérez Villalta, Juan Navarro Baldeweg, Mariano Benlliure, Ignacio Pinazo, Francisco Pradilla, Carmelo Pastor, José Moreno Carbonero, Juan Bonilla, Óscar Esquivias, Emilio Calderón, Eugenia Rico, Blanca Riestra, Marcos Giralt Torrente, Isabel Barceló.
Ogni anno l'Accademia mette a disposizione borse di studio e residenze ad artisti di lingua spagnola operanti in diverse discipline. Nel 2010 otto artisti residenti presso l'Accademia spagnola (Amaya Bombín, Avelino Sala, Jaime Conde-Salazar, Yolanda del Amo, Juan Faubel, María Fernández Vázquez, Santiago Morilla e Francisco Villar) prenderanno parte alla manifestazione artistica 20eventi - Arte contemporanea in Sabina.